# Плоскоголововые
Плоскоголововые (лат. Platycephalidae) — семейство морских лучепёрых рыб отряда скорпенообразных.

## Внешний вид и строение
Голова этих рыб широкая и уплощённая с костными гребнями, зубцами и шипами, а тело цилиндрической формы, удлинённое, утончающееся к хвостовому стеблю. Чешуя на верхней стороне тела ктеноидная, а на нижней циклоидная. Два спинных плавника, перед первым расположен обособленный шип.

## Распространение и места обитания
Плоскоголововые встречаются в тропических и умеренных морских водах Индо-Тихоокеанской области у берегов Юго-Восточной Азии и Австралии, один вид Solitas gruveli обитает в восточной части Атлантического океана у берегов Западной Африки. Обитают от прибрежных мелководий до глубин в несколько сотен метров.

## Образ жизни и питание
Малоподвижные донные рыбы. Хищники. Кормятся рыбой и ракообразными. 

## Плоскоголововые и человек
Многочисленные виды служат ценными объектами промысла.

## Классификация
В составе семейства выделяют 18 родов с примерно 80 видами:
- Ambiserrula
- Cociella
- Cymbacephalus
- Elates
- Grammoplites
- Inegocia
- Kumococius
- Leviprora
- Onigocia
- Papilloculiceps
- Platycephalus
- Ratabulus
- Rogadius
- Solitas
- Sorsogona
- Suggrundus
- Sunagocia
- Thysanophrys